# Broussy-le-Petit
Broussy-le-Petit é uma comuna francesa na região administrativa do Grande Leste, no departamento de Marne. Estende-se por uma área de 11.62 km², e possui 132 habitantes, segundo o censo de 2018, com uma densidade de 11 hab/km².